# Зопник Рассела
Зопник Рассела (лат. Phlomis russeliana) — вид цветкового растения семейства Яснотковые (Lamiaceae), произрастающий в Турции и Сирии на юго-западе Азии, известен также под обиходным названием турецкий шалфей. Его часто путают с близкородственным P. samia  и ошибочно продают как Зопник клейкий (Phlomis viscosa). 

## Описание
Травянистый многолетник с опушёнными прямостоячими стеблями, высотой до 1 метра. Текстурированные, серо-зелёные, похожие на шалфей листья имеют стреловидную форму и направлены вниз. Летом мутовки зелёных почек развиваются в пазухах листьев через равные промежутки времени вверх по каждому вертикальному стеблю, создавая характерный многоуровневый эффект. Бутоны раскрываются в шаровидные кисти тускло-желтых цветков с капюшоном. 
Phlomis russeliana культивируется как декоративный садовый цветок во влажной почве на полном солнце. Зимостоек во всех умеренных зонах до −20 °C, зона зимостойкости 4A –9B (от −31,7 °C). Цветы долговечны, высушенные цветочные головки сохраняют декоративность в течение зимних месяцев, а также многочисленные семена для размножения ранней весной. Он был удостоен награды Королевского садоводческого общества «За заслуги перед садом».

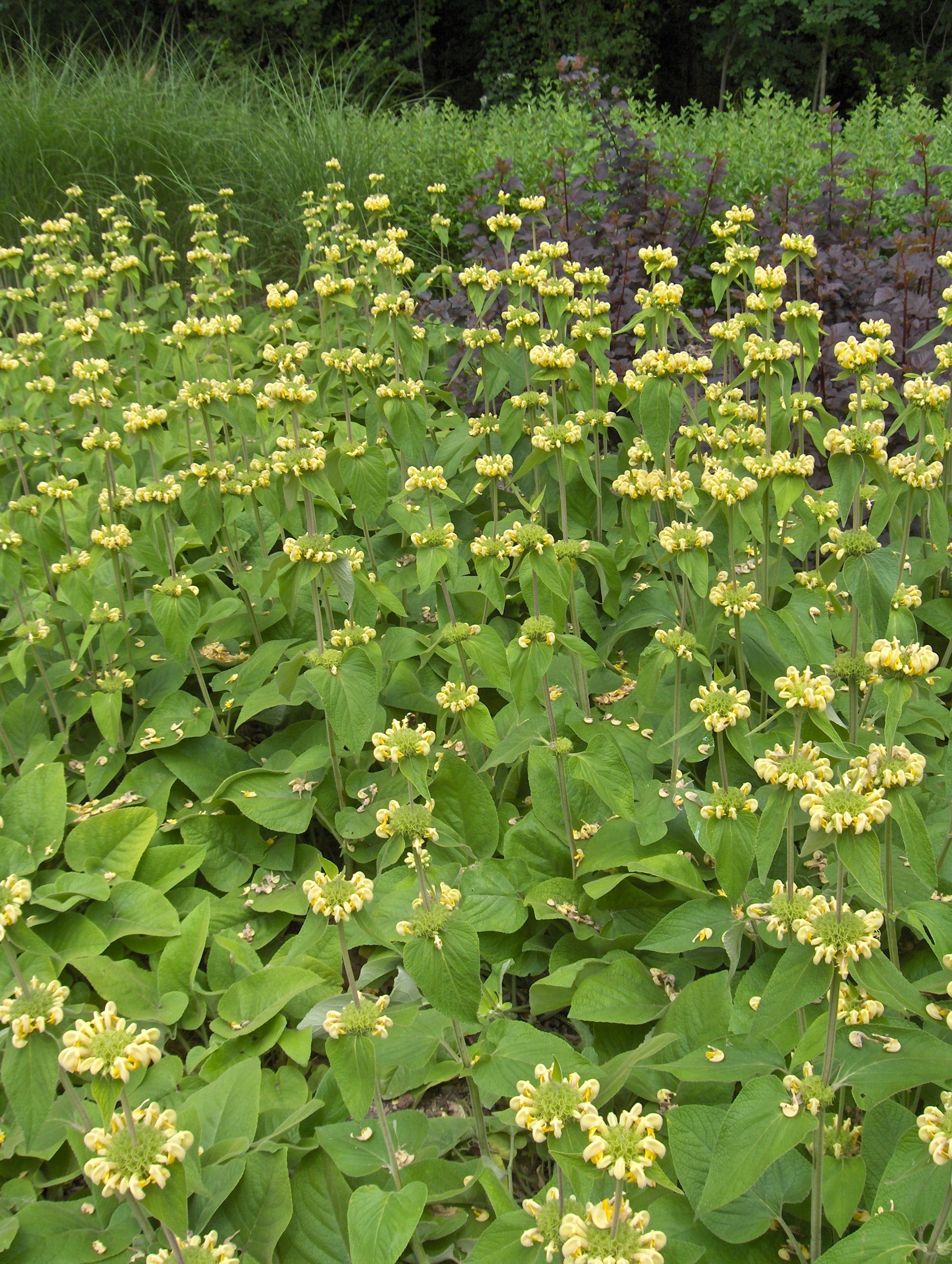
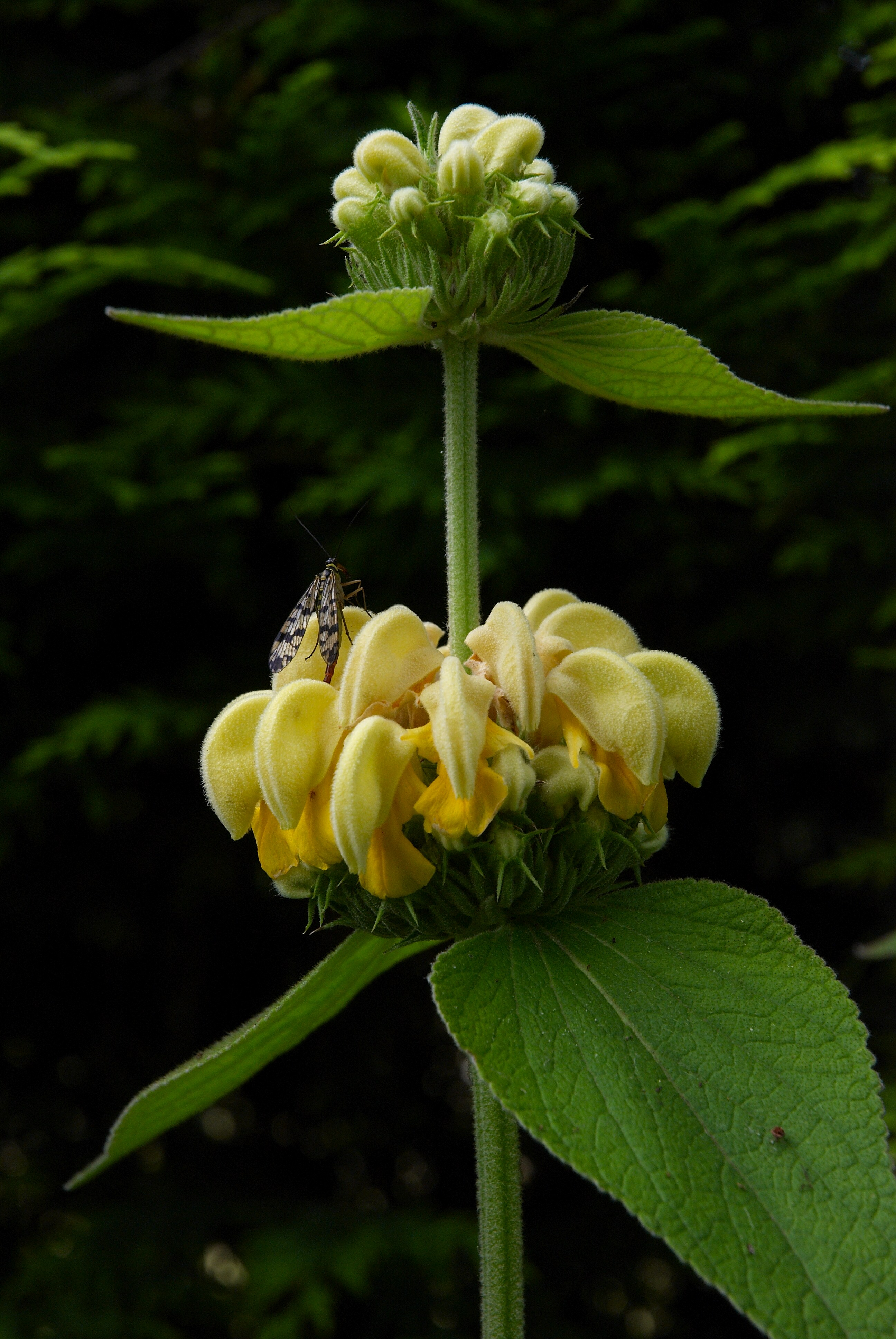
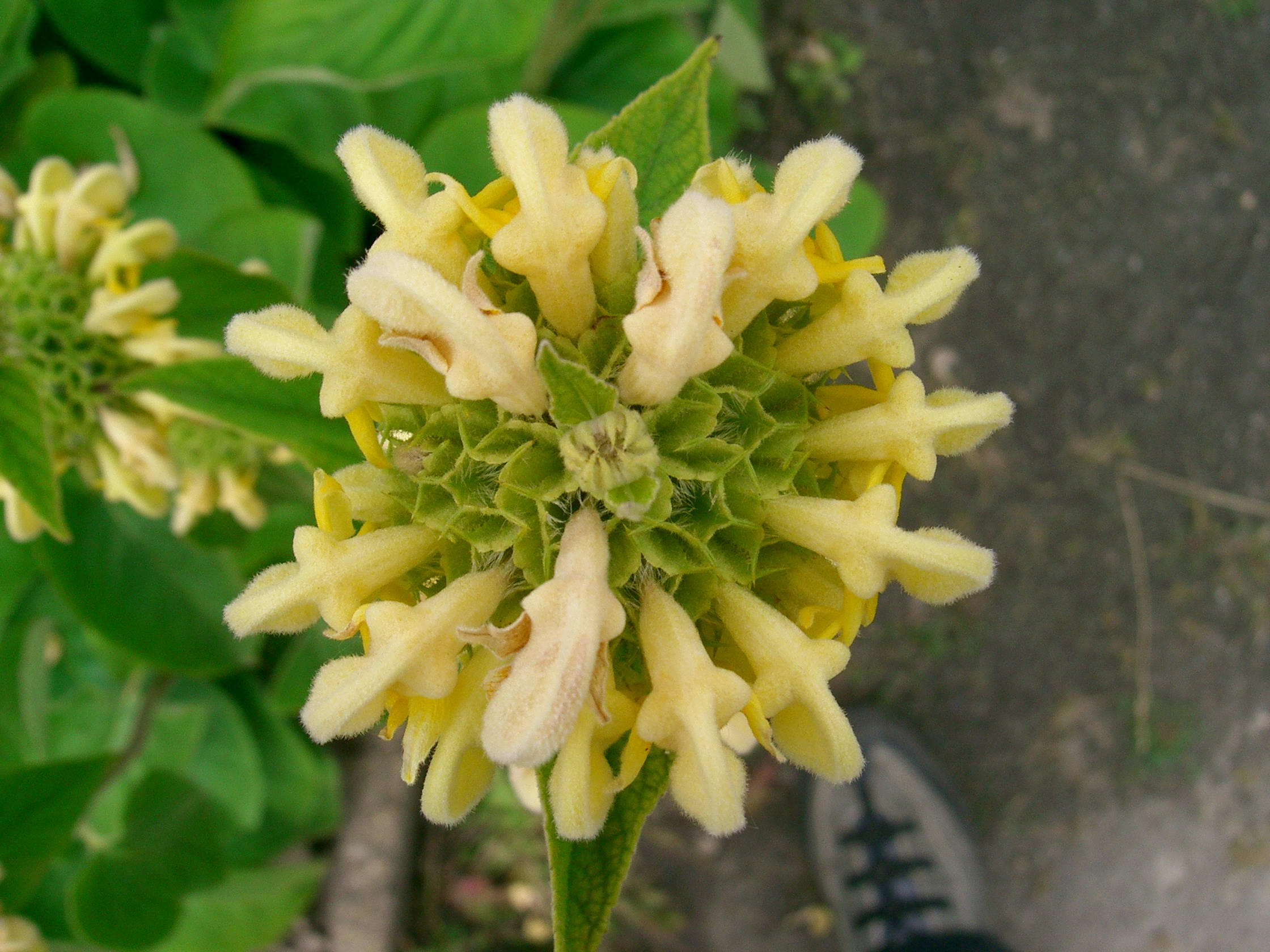